# Setleis-Syndrom
Das Setleis-Syndrom ist eine sehr seltene angeborene Form einer Fokalen fazialen dermalen Dysplasie mit den Hauptmerkmalen angeborener beidseitiger narbenartiger Veränderungen an den Schläfen und typischer Gesichtsveränderungen, spärlicher Behaarung und schlaffer Haut. Das Syndrom kann als Form der Ektodermalen Dysplasie angesehen werden.
Synonyme sind: Dysplasie, ektodermale faziale; FFDD Typ III; FFDD3; Fokale faziale dermale Dysplasie 3 Typ Setleis
Die Bezeichnung bezieht sich auf den Erstautor der Erstbeschreibung aus dem Jahre 1963 durch die US-amerikanischen Ärzte Howard Setleis, Benjamin Kramer, Marta Valcarcel und Mitarbeiter.
Das Syndrom ist nicht zu verwechseln mit der auch Brauer-Setleis-Syndrom genannten Fokalen fazialen dermalen Dysplasie Typ II.

## Verbreitung
Die Häufigkeit ist nicht bekannt. Bislang wurde über mehr als 20 Betroffene berichtet. Die Vererbung erfolgt autosomal-rezessiv.

## Ursache
Der Erkrankung liegen – teilweise – homozygote Mutationen im TWIST2-Gen auf Chromosom 2 Genort q37.3 zugrunde, welches für einen basischen Helix-Loop-Helix (bHLH) Transkriptionsfaktor kodiert, der bei der Entwicklung der Gesichtshaut beteiligt ist.
Es werden weitere Genveränderungen auf dem Chromosom 1 an p36-22/p36.21 beschrieben.

## Klinische Erscheinungen
Klinische Kriterien sind:
- angeborene beidseitige narbenartige Weichteildefekte an den Schläfen
- Gesichtsdysmorphie mit Distichiasis des Oberlides oder fehlenden Wimpern, schräg stehende Augenbrauen, niedriger Haaransatz, spärliches Kopfhaar, Epikanthus medialis, tief ansetzende Ohrmuscheln, überstehende Oberlippe, auffällige Nasenspitze
- Augenveränderungen wie Blepharitis und Konjunktivitis

## Diagnose
Die Diagnose ergibt sich aus den klinischen Befunden und kann durch humangenetische Untersuchung bestätigt werden. Allerdings ist oft keine Mutation nachweisbar.

## Differentialdiagnose
Abzugrenzen sind:
- andere Formen der Fokalen fazialen dermalen Dysplasie
- Bloch-Sulzberger-Syndrom
- Delleman-Syndrom
- Goltz-Gorlin-Syndrom
- MIDAS-Syndrom
- Rothmund-Thomson-Syndrom

## Therapie
Die Veränderungen im Gesicht können durch Plastische Chirurgie behandelt werden.